# Orhan Erdemir
Orhan Erdemir (Istanboel, 29 juni 1963) is een Turks voormalig voetbalscheidsrechter. Hij was in dienst van FIFA en UEFA tussen 1999 en 2002. Ook leidde hij tussen 1994 en 2005 wedstrijden in de Süper Lig.
Op 4 augustus 1999 maakte Erdemir zijn debuut in Europees verband tijdens een wedstrijd tussen Valletta FC en Rapid Wien in de voorronde van de UEFA Champions League; het eindigde in 0–2 en de Turk trok eenmaal een gele en eenmaal een rode kaart. Zijn eerste interland floot hij op 16 december 1999, toen Griekenland met 2–0 won van Moldavië. Erdemir deelde tijdens dit duel één gele kaart uit.

## Interlands
| Datum            | Plaats              | Wedstrijd              | Uitslag | Competitie           | Kreeg geel | Kreeg voor de tweede keer geel en dus rood | Weggestuurd |
| ---------------- | ------------------- | ---------------------- | ------- | -------------------- | ---------- | ------------------------------------------ | ----------- |
| 16 december 1999 | Larisa, Griekenland | Griekenland – Moldavië | 2 – 0   | Vriendschappelijk    | 1          | 0                                          | 0           |
| 11 oktober 2000  | Kaunas, Litouwen    | Litouwen – Hongarije   | 1 – 6   | WK 2002 kwalificatie | 3          | 1                                          | 0           |
| 6 oktober 2001   | Arnhem, Nederland   | Nederland – Andorra    | 4 – 0   | WK 2002 kwalificatie | 2          | 0                                          | 0           |
| 17 april 2002    | Prilep, Macedonië   | Macedonië – Finland    | 1 – 0   | Vriendschappelijk    | 0          | 0                                          | 0           |
| 12 oktober 2002  | Tirana, Albanië     | Albanië – Zwitserland  | 1 – 1   | EK 2008 kwalificatie | 6          | 0                                          | 0           |